# 津軽信英
津軽 信英（つがる のぶふさ）は、江戸時代前期の旗本。陸奥国黒石領5000石の初代当主。

## 生涯

### 青年期から黒石支藩成立まで
元和6年（1620年）、陸奥弘前藩2代藩主・津軽信枚の次男として、江戸神田の津軽藩藩邸にて誕生。母は松平康元の娘で徳川家康の養女・満天姫。ただし、生母は別の女性で、なかなか子に恵まれなかった満天姫が手元に引き取って育てた、という説もある。
寛永8年（1631年）、異母兄・信義と共に3代将軍・徳川家光に拝謁。寛永19年（1642年）、幕府小姓組として出仕、旗本となる。その際に兄から1000石を与えられた。外様大名出身の信英が小姓組や後述の書院番などにたやすくなれたのは、「家康の義理の孫」という部分が大きかったと推測される。正保2年（1645年）には幕府より蔵米300俵を支給され、西の丸書院番に任じられた。また駿府出張を命じられるなど、着実に経歴を重ねていった。

### 津軽家の相続問題
正保4年（1647年）、"じょっぱり殿様"と呼ばれ領内でも評判の悪かった当主・信義と、その子（のちの信政）に対し、一門（主に信義の異母弟ら）や家臣ら多数による信英擁立の動きが起こる（正保の騒動）。この動きに対して藩内に多数の処罰者を出したが、信英には一切の咎はなかった（幕府旗本でもあるので手が出せない、という事情もあった）。
明暦元年（1655年）、津軽本家の3代藩主・信義が死去したが、幕府はその子・信政は若輩であることを理由に、弘前藩襲封に対して「信政は当面、信英の補佐を受けること」「信英に対し、5000石を分知すること」の2つの条件を付けた。こうして翌年明暦2年（1656年）2月に信政の相続が許されると、信英に津軽黒石周辺で2000石、平内周辺に1000石、津軽家の上野国飛び地領2000石、合計5000石が与えられ、交代寄合格の大身旗本となり（この際、元の1000石は津軽本家へ、蔵米300俵は幕府へそれぞれ返納）、これがのちの津軽黒石藩の基となる。なお、これは信英の母が家康の養女であるのに対し、本家は信義の母・辰姫が石田三成の娘という家系であることとも影響があると見られる。

### 弘前藩後見人として、黒石の領主として
明暦2年（1656年）春、津軽に入った信英は津軽藩政を見る傍ら、本藩の重臣（実弟・信隆など）らと自領5000石の用地選定を行う。
当初信英は、黒石ではない別の領地を望んだとも伝えられている（港がある青森や、津軽氏の祖の地・大浦城周辺）。黒石に入ったのちは、家臣団を雇用するのと同時に、黒石にもとあった集落を改編し、黒石陣屋（黒石城）を再構築した。町並みにこみせ（小見世）と呼ばれるアーケードを作り（弘前に倣ったとも伝えられる）、店舗の外面に規制を布いたり、業種別の町割り、商人を呼び込むなど、街造りや殖産振興に努めた。なお、この黒石藩は、江戸時代末期（幕末）に加増されて1万石を超えて以降、正式に大名となったが、信英の時代に既に実高において1万石を超えていたともいわれている。
国入りしたその秋には再度江戸へ上り、将軍家に熊皮などを献上して後に再び弘前・黒石へ戻っている。「交代寄合格の幕府旗本」「弘前藩の後見人」「黒石領主」の三役を慌しくこなしていたらしい。この後も、幼い本家藩主に代わり、幕府政庁のある江戸と本家弘前・自領黒石を頻繁に往復している。
明暦3年（1657年）に弘前藩の頭役以上へ「津軽家家訓」を配布し、寛文元年（1661年）には諸家臣・領民に対し「諸法度」を制定した。これらは領民の自治（五人組）のことや、学問・武芸・質素倹約の奨励、訴訟の手続き、さらには親孝行な子供の顕彰など、いわゆる法律というより生活規範とマニュアルが一緒になったような「道徳的」「儒教的」内容であった。また、寛文元年6月3日には、弘前藩は信英の発案といわれる日記『弘前藩庁日記』をつけ始めた。以降、幕末まで毎日欠かさず記録されたこの日記は当時を状況を知る貴重な資料となっている。
寛文元年には16歳となった藩主・信政が初めて国許入りした。その際に、信英・信政2人の師にあたる儒学者・山鹿素行を1万石（弘前藩は合計4万数千石）で家臣として招こうとしたが断られている（素行の子息（津軽政実）が登用され、素行の3女が津軽藩士の喜多村宗則（津軽政広）に嫁いだ）。
寛文2年（1662年）2月、国許に帰り、黒石を巡察中に病に倒れ、弘前城へ移されたが快方へは向かわず、9月22日死去した。享年43。葬儀は儒教式で執り行われ、僧侶は入れなかったと伝えられている。遺骸は陣屋の一角に霊屋を建てて祀られた。現在の黒石神社である。

## 人物
「彼をぜひとも藩の後継に」とお家騒動が起こる。つまりそれほどの人物である。信英自身の人物、および知識・学識は幕府や諸大名間でも評判であったらしい。
儒学者・山鹿素行に兵学と儒学を師事し、また若い藩主・信政とその兄弟にも学ばせた。武術は刀の一刀流の他、槍、弓、馬術をかなり修練していた。文学やその他諸芸にも通じていたと伝わる。兄の信義が"じょっぱり殿様"と揶揄される程の傍若無人な振る舞いをするようになった原因には、出来過ぎる弟へのコンプレックスもあったと伝えられている（しかし兄は信英を信頼していたらしい）。

## 系譜
父母
- 父： 津軽信枚
- 母： 満天姫[4]、葉縦院 ー 徳川家康の養女、松平康元の娘。

正室
- 山口直堅の娘

子女
- 津軽信敏（長男）
- 津軽信純

## 備考
- 明治12年（1879年）、元陣屋内の信英霊廟を移し黒石神社として祀られた。
- 2005年、信英の黒石知行350周年を祝い、黒石神社で記念行事が催された。